# Ivan Rîbkin
Ivan Petrovici Rîbkin (în rusă Ива́н Петро́вич Ры́бкин; n. 20 octombrie 1946, Ternovsky District⁠(d), RSFS Rusă, URSS) este un politician rus, speaker (președinte) al Dumei de Stat a Rusiei între 14 ianuarie 1994 – 17 ianuarie 1996.